# Ryan Gauld
Ryan Gauld (Aberdeen, Escocia, 16 de diciembre de 1995) es un futbolista escocés que juega de centrocampista en el Vancouver Whitecaps de la Major League Soccer.

## Carrera
Debutó en la Premier League jugando para Dundee United el 13 de mayo de 2012, entró en el segundo tiempo para jugar contra Motherwell F. C., logró una victoria 2 a 0.
El día 2 de junio de 2014, el Sporting Clube de Portugal anunció en su página oficial la contratación de Ryan Gauld para las próximas seis temporadas. El joven jugador escocés tendrá una cláusula de rescisión de 60 millones de euros. Gauld jugará la temporada 2014-2015 en el segundo equipo del Sporting, que compite en la Segunda División de Portugal.

## Selección nacional
Ryan fue parte del proceso de la selección de Escocia, jugó en las categorías sub-17, sub-19 y sub-21.
El 30 de setiembre de 2014 fue convocado para ser parte de la selección absoluta. Finalmente entrenó con los mayores pero no fue considerado por el técnico.

## Estadísticas
Actualizado a la temporada 2024.
| Dundee United F. C. Escocia | 1.ª           | 2011-12       | 1   | 0  | 0  | 0 | — | — | 1   | 0  |
| Dundee United F. C. Escocia | 1.ª           | 2012-13       | 10  | 1  | 1  | 0 | — | — | 11  | 1  |
| Dundee United F. C. Escocia | 1.ª           | 2013-14       | 31  | 6  | 7  | 2 | — | — | 38  | 8  |
| Dundee United F. C. Escocia | Total club    | Total club    | 42  | 7  | 8  | 2 | 0 | 0 | 50  | 9  |
| Sporting de Lisboa Portugal | 1.ª           | 2014-15       | 2   | 0  | 3  | 2 | — | — | 5   | 2  |
| Sporting de Lisboa Portugal | Total club    | Total club    | 2   | 0  | 3  | 2 | 0 | 0 | 5   | 2  |
| Sporting de Lisboa B Portugal | 2.ª           | 2014-15       | 26  | 3  | —  | — | — | — | 26  | 3  |
| Sporting de Lisboa B Portugal | 2.ª           | 2015-16       | 38  | 5  | —  | — | — | — | 38  | 5  |
| Vitória F. C. Portugal | 1.ª           | 2016-17       | 5   | 0  | 5  | 0 | — | — | 10  | 0  |
| Vitória F. C. Portugal | Total club    | Total club    | 5   | 0  | 5  | 0 | 0 | 0 | 10  | 0  |
| Sporting de Lisboa B Portugal | 2.ª           | 2016-17       | 9   | 0  | —  | — | — | — | 9   | 0  |
| Sporting de Lisboa B Portugal | Total club    | Total club    | 73  | 8  | 0  | 0 | 0 | 0 | 73  | 8  |
| C. D. Aves Portugal | 1.ª           | 2017-18       | 18  | 1  | 5  | 0 | — | — | 23  | 1  |
| C. D. Aves Portugal | Total club    | Total club    | 18  | 1  | 5  | 0 | 0 | 0 | 23  | 1  |
| S. C. Farense Portugal | 2.ª           | 2018-19       | 12  | 2  | 1  | 0 | — | — | 13  | 2  |
| Hibernian F. C. Escocia | 1.ª           | 2018-19       | 5   | 0  | 1  | 0 | — | — | 6   | 0  |
| Hibernian F. C. Escocia | Total club    | Total club    | 5   | 0  | 1  | 0 | 0 | 0 | 6   | 0  |
| S. C. Farense Portugal | 2.ª           | 2019-20       | 21  | 9  | 3  | 0 | — | — | 24  | 9  |
| S. C. Farense Portugal | 1.ª           | 2020-21       | 33  | 9  | 1  | 0 | — | — | 34  | 9  |
| S. C. Farense Portugal | Total club    | Total club    | 66  | 20 | 5  | 0 | 0 | 0 | 71  | 20 |
| Vancouver Whitecaps · Canadá | 1.ª           | 2021          | 19  | 4  | 1  | 2 | — | — | 20  | 6  |
| Vancouver Whitecaps · Canadá | 1.ª           | 2022          | 28  | 8  | 4  | 0 | — | — | 32  | 8  |
| Vancouver Whitecaps · Canadá | 1.ª           | 2023          | 34  | 11 | 2  | 1 | 6 | 0 | 42  | 12 |
| Vancouver Whitecaps · Canadá | 1.ª           | 2024          | 33  | 15 | 5  | 2 | 2 | 0 | 40  | 17 |
| Vancouver Whitecaps · Canadá | Total club    | Total club    | 114 | 38 | 12 | 5 | 8 | 0 | 134 | 43 |
| Total carrera | Total carrera | Total carrera | 325 | 74 | 39 | 9 | 8 | 0 | 372 | 83 |
| (1)Incluidos los datos de la Copa de Escocia (2012-2014), Copa de la Liga de Escocia (2013-2014) y Copa de la Liga de Portugal (2014-15). |               |               |     |    |    |   |   |   |     |    |

## Palmarés

### Campeonatos nacionales
| Título                          | Club                | País     | Año  |
| ------------------------------- | ------------------- | -------- | ---- |
| Copa de Portugal                | Desportivo Aves     | Portugal | 2018 |
| Campeonato Canadiense de Fútbol | Vancouver Whitecaps | Canadá   | 2022 |
| Campeonato Canadiense de Fútbol | Vancouver Whitecaps | Canadá   | 2023 |
| Campeonato Canadiense de Fútbol | Vancouver Whitecaps | Canadá   | 2024 |